# Woohoo
A Woohoo Christina Aguilera dala, amely 2010. május 18-án jelent meg a Bionic című albumon. Közreműködik Nicki Minaj rapper. A dalt Christina Aguilera, Nicki Minaj, Claude Kelly, Ester Dean és Polow da Don szerezte. Jellemzője, az elektronika, az urban dancehall, az R&B és a reggae. A dalban számban számos helyen felfedezhetők Kovács Kati Add már, uram, az esőt! című számának dallamai.
A dal többnyire jó kritikákat kapott, ugyanakkor néhányan undorukat fejezték ki szexuális témája miatt. A Woohoo a 46. és a 79. helyet érte el Kanadában illetve az Egyesült Államokban. Augilera egy, a Bionic album dalait tartalmazó mixet adott elő a 2010-es MTV Movie Awards-on, amelyben ez a dal is szerepelt.

## Kompozíció
A Woohoo dallamvilágát a dancehall, a reggae és az R&B befolyásolta. A dal szövege az orális szexről szól. A refrénben Kovács Kati 1972-es Add már, uram, az esőt! című dalának kántálásszerű dallama hallható, emellett több részletben, például a zeneszám legelején is találhatunk erőteljes hasonlóságokat. Számos kritika szerint a dal Gwen Stefani Hollaback Girl című dalára hasonlít.

## Kritikai fogadtatás
A dal általánosságban pozitív véleményeket kapott, amelyben egyetemlegesen Minaj megjelenését és Aguilera jó hangját emelik ki.

## A kislemez dalai
Promo kislemez
1. "Woohoo" (Main) − 5:01
2. "Woohoo" (Radio Edit) − 4:05
3. "Woohoo" (Instrumental) − 5:02

## Helyezések
| Slágerlista          | Csúcshelyezés |
| -------------------- | ------------- |
| Canadian Hot 100     | 46            |
| UK Single Chart      | 148           |
| US Billboard Hot 100 | 79            |

## Fordítás
- Ez a szócikk részben vagy egészben  a   Woohoo (song) című angol Wikipédia-szócikk fordításán alapul.  Az eredeti cikk szerkesztőit annak laptörténete sorolja fel. Ez a jelzés csupán a megfogalmazás eredetét és a szerzői jogokat jelzi, nem szolgál a cikkben szereplő információk forrásmegjelöléseként.